# Deprotonisering
Deprotonisering er inden for kemi betegnelsen for fjernelsen af en hydron (proton eller hydrogenion, H+) fra en Brønsted-syre. Herved dannes syrens korresponderende base ("syreresten"). Den modsatte proces, hvori en proton overføres til en Brønsted-base, betegnes protonisering. Ved protonisering af en base omdannes basen til sin korresponderende syre.
Et molekyle, der både kan modtage og afgive en hydron, kaldes en amfolyt. Vand (H2O) er et eksempel på en amfolyt, idet vand enten kan protoniseres til hydronium (H3O+) eller deprotoniseres til hydroxid (OH−).
Et molekyles relative evne til at afgive en hydron er bestemt af dets syrestyrkeeksponent (pKa-værdi). En lav pKa-værdi indikerer, at molekylet er surt og let vil afgive en hydron for at omdannes til sin korresponderende base. pKa-værdien er bestemt af flere ting, men først og fremmest stabiliteten af den korresponderende base. Stabiliteten af den korresponderende base bestemmes primært af dens evne til at stabilisere negativ ladning. En af de vigtigste måder, hvorpå den korresponderende base kan stabilisere negativ ladning, er ved hjælp af resonans. Tilstedeværelsen af elektrontiltrækkende funktionelle grupper (der stabiliserer den korresponderende base ved at øge spredningen af den elektriske ladning) og elektrondonerende funktionelle grupper (der mindsker stabiliteten ved at mindske spredningen af elektrisk ladning) er med til at bestemme pKa-værdien af et molekyle. Opløsningsmidlet kan også bidrage til at stabilisere den korresponderende bases negative ladning.
pKa-værdien af et molekyle bestemmer også, hvilke baser der egner sig til at deprotonisere molekylet. Hvis molekylet ikke er tilstrækkeligt surt og derfor ikke afgiver en hydron villigt, kræver det stærke baser at deprotonisere det. Hydrider hører til nogle af de stærkeste kendte baser. Almindeligt anvendte hydrider tæller natriumhydrid og kaliumhydrid. Disse hydrider danner brint (H2) ved reaktion med en hydron fra det andet molekyle. Brint er en brandfarlig gas og kan antændes af ilten i atmosfærisk luft, så reaktionen bør foregå i en inert atmosfære, f.eks. bestående af kvælstof.